# تاریخ شطرنج

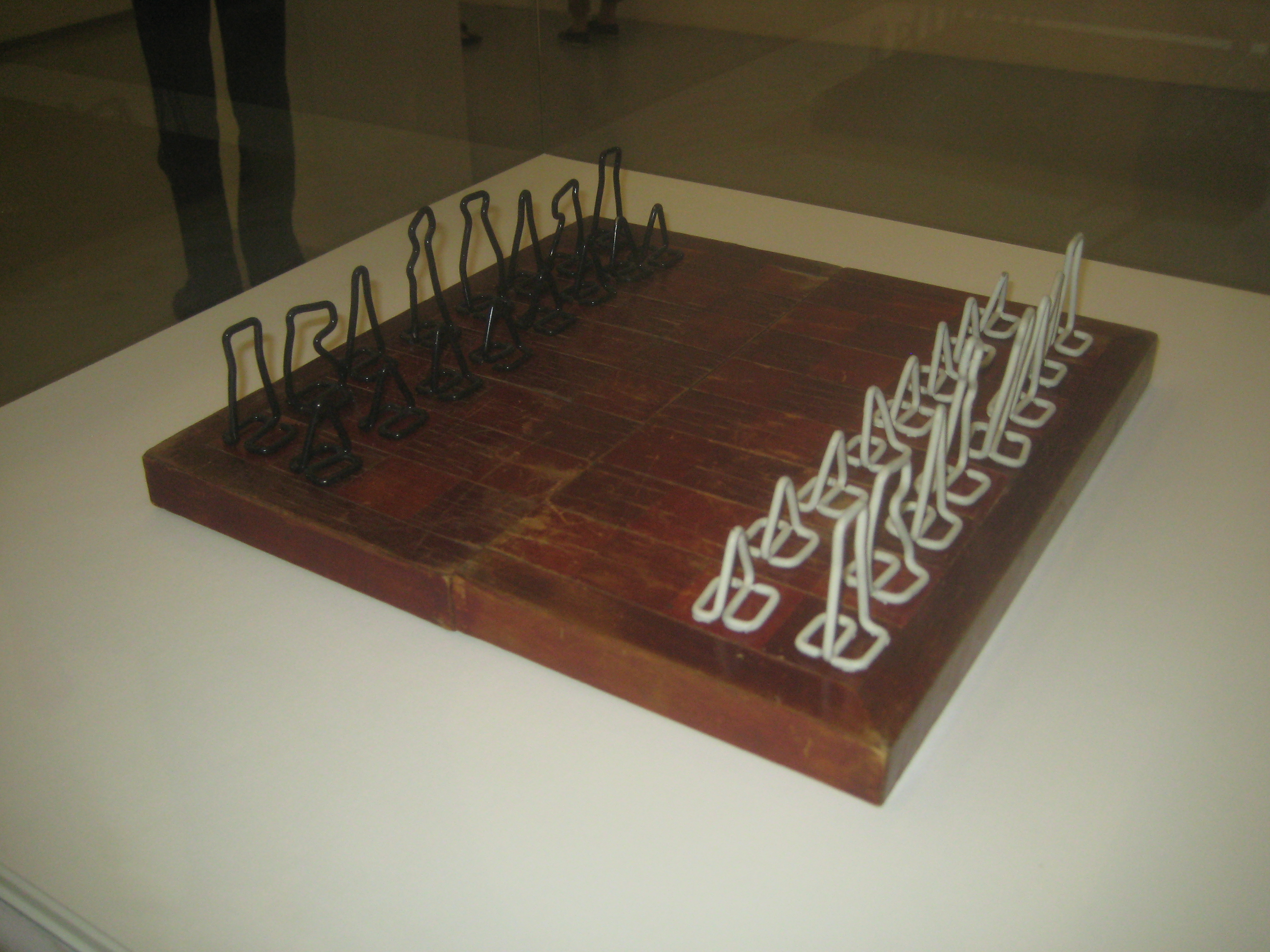
شطرنج در گولاگ

یکی از کهن‌ترین بازی‌هایی‌ است که امروزه نیز در میان مردم جهان رواج دارد؛ به‌طوری‌ که دیرینگی این بازی را بیش از هزار سال رقم زده‌اند. به گواه تاریخ شطرنج اختراع ایران است. عده‌ای هم آن را ابداعِ هندیان، یونانیان، رومیان، بابلی‌ها، سکاها، مصریان، یهودیان، چینی‌ها، انگلیسی‌ها دانسته‌اند. اما آنچه که بیش از هر رأی دیگری موردِ پذیرش است، این که شطرنج در اصل ساخته هند هست و توسط ایرانیان وارد جهان اسلام شد و سرانجام از جهانِ اسلام به اروپا گسترش یافت. در اروپای سده پانزدهم، شطرنج به شیوه امروزین آن درآمد؛ و در نیمه دوم سده نوزدهم، مسابقات جهانی شطرنج آغاز گردید. در سده بیستم، فدراسیون جهانی شطرنج به وجود آمد.

## پیدایش شطرنج

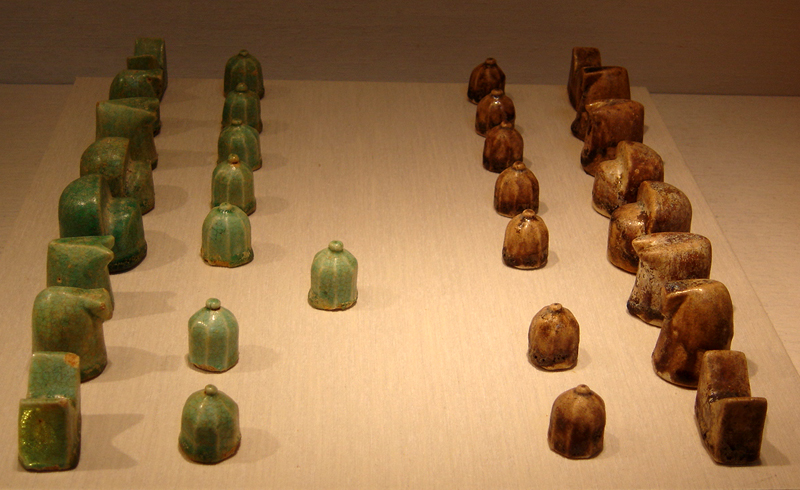
شطرنج نیشابوری (موزه هنر متروپولیتن) کشف شده در نیشابور (قرن ۱۲ میلادی)

شطرنج در دوران امپراتوری گوپتا در هند سرچشمه گرفته، که در شکل نخستین خود چاتورانگا (سانسکریت: चतुरङ्ग، آوانگاری: Caturaṅga، ت. «چهار اندام») نام داشت؛ که به معنی چهار بخش (نظامی):پیاده‌نظام، سواره نظام، فیل سوار و ارابه ران است؛ که در شکل نوین به سرباز، وزیر، رخ و اسب تکامل یافت.
شطرنج از ایران به هند معرفی شد و بخشی از آموزش شاهزاده‌ها و اشراف گردید. در دوره ساسانی در حدود سال ۶۰۰ این نام به چترنگ دگرگون گردید و پس از حمله عرب‌ها به ایران شطرنج دگرگون شد. قوانین شطرنج در ایران گسترش یافت و بازیکنان زمانی که به شاه طرف روبرو حمله می‌کردند، واژه شاه را می‌گفتند و وقتی شاه توانایی گریز نداشت واژه شاه مات به معنی شاه بی دفاع استفاده می‌شد و این واژه به دیگر سرزمین‌ها نیز راه یافت.
در بارهٔ پیدایش شطرنج (چترنگ) چندین روایت موجود است که تنها تعداد کمی از آن‌ها معقول و باور کردنی هستند. در ادامه برخی از این روایت‌های مختلف مورد بررسی قرار خواهند گرفت:
- شاهنامه: یکی از داستان‌ها داستانی است که ثعالبی در شاهنامهٔ معروف به شاهنامه ابومنصوری نقل می‌کند. این داستان را فردوسی نیز در شاهنامه خود با تفصیل بیشتر آورده است. داستان از این قرار است که وقتی طلحند پسر نای هندی در جنگ با گو پسر عمو و برادر امی بر سر پادشاهی کشته شد، مادرش از غم او افسرده گشت. گروهی از دانشمندان برای سرگرم کردن مادر و نیز نشان دادن وضعیت جنگی که پسرش در آن کشته شد شطرنج را اختراع کردند.
- ادبیات هند: در ادبیات هندی فقط دو اثر پذیرفتنی وجود دارد: نخستین مطلب مربوط به اوایل قرن هشتم میلادی است که به زبان سانسکریت و با نثری ساده نوشته شده است. سوباندهو (نام این نوشته) دربارهٔ حکومت اودایانا پادشاه واتسا و ملکه اش مطالبی نگاشته است. در بین این مطالب اشاره‌ای هم به مهره‌های شطرنج شده که دقیقاً مشخص نیست این مطالب در مورد شطرنج امروزی است یا نوع دیگری از شطرنج، چرا که نوع دیگری نیز هست که با تاس بازی می‌شود. نوشتهٔ دیگر مربوط به بانا نویسنده‌ای هندی است که ضمن شرح دادن چگونگی پادشاهی سری هارشا که در شمال هند حکومت می‌کرده است، اشاره‌ای به آموزش شطرنج در دربار او دارد. این نوشته در قرن هفتم میلادی نگاشته شده که کهن‌ترین نوشتهٔ مکتوب هندی در رابطه با شطرنج است.
- ادبیات اسلامی: مسعودی، تاریخ‌نگار مسلمان قرن چهارم، در مروج‌الذهب و معادن‌الجوهر ابداعِ شطرنج را به بلهیت مردی از تبارِ برهمنان نسبت داده است. مطابق با رایِ مسعودی، همین بلهیت بود که نخستین کتاب دربارهٔ شطرنج را برای هندوان تدوین کرد. مسعودی همچنین به افسانه مشهوری اشاره می‌کند که بر اساس آن، مبدعِ شطرنج از پادشاه هند می‌خواهد که خانه‌های صفحه شطرنج را با دانه‌های گندم پر کند – به این ترتیب که در خانه اول، یک‌دانه؛ در خانه دوم، دو دانه؛ در خانه سوم، چهار دانه؛ تا خانه شصت و چهارم – که پس از حساب و شمار معلوم می‌شود که اگر تمامِ آن سرزمین را هم گندم بکارند، کفایت این مقدار را نخواهد کرد.[۱۰]
- آلفونسوس: روایتِ دیگر از پیداییِ شطرنج، روایتِ آلفونسوس حکیم است؛ و آن این که: پادشاهی از پادشاهان هند آرزو داشت بداند جهان مطیع عقل و اراده است یا جبر و تقدیر. پس دو تن از مردان دانا و خردمند دربارش را فراخواند و از ایشان سؤال کرد. این دو خردمند نظری مخالفِ هم داشتند؛ یکی همه از جبر می‌گفت و دیگری از اختیار. شاه از این دو خواست که هر یک برای اثبات مدعایش بازی‌ای اختراع نموده، به درگاهش بیاورد. آن جبری بازیِ نرد را ساخت – که بر اساس گردشِ فصول و رفت‌وآمد ماه‌ها و روزها و حکمِ تاسِ شش‌جهت تنظیم گشته بود-. اما حکیمِ دیگر بازیِ شطرنج را ساخت که در همه مراحلِ آن، انسان مختار است؛ جز آن که محدود است به رعایت قوانین بازی. پادشاهِ هند در هر دو بازی به نیکی نظر کرده و شطرنج را بر نرد ترجیح داد؛ چرا که در شطرنج است که عاقلان و دوراندیشان از نادانان و کوته‌فکران متمایز می‌گردند.[۱۰]

## شطرنج درهند
در هند، دو بازی رواج داشته است که نیای شطرنج امروزین شمرده می‌شود:

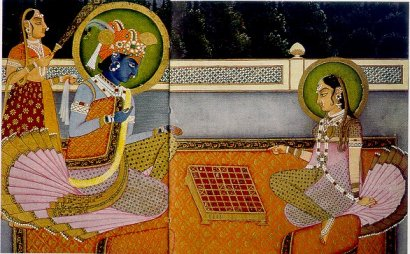
کریشنا و رادا چاتورانگا می‌بازند

### چتوراجی
از بازی‌های شطرنج‌گونه هندوستان یکی چتورجی (به معنی چهار پادشاه) است؛ نخستین بار، ابوریحان بیرونی در تحقیق‌ماللهند این بازی را توصیف و تشریح کرده است. در این بازی – چنان‌که از اسمِ آن پیداست – چهار نفر شرکت می‌کنند؛ هر یک از شرکت‌کننده‌ها هشت مهره دارد (کشتی، اسب، فیل، شاه و پیاده‌ای نظیر هر یک). این مهره‌ها در چهار گوشه صفحه چیده می‌شوند و مطابق قانون حرکت می‌کنند. حرکتِ قایق یا کشتی در این بازی مشابه با حرکتِ فیل در شطرنج است – منتها محدودتر- حال آن که حرکتِ فیل در چتوراجی با حرکتِ رخ در شطرنج منطبق است. مهره‌های چتوراجی می‌بایست به رنگ‌های سبز، قرمز، سیاه و سفید باشند که به ترتیب با فصل‌های بهار، تابستان، پاییز و زمستان (و همچنین با عناصر و اخلاط اربعه) مطابقت دارند.
دربارهٔ ارتباطِ چتوراجی با شطرنج آراء متفاوت است: برخی چتوراجی را نیای چتورانگه و شطرنج دانسته‌اند و برخی آن را بازیِ متفاوتی دانسته‌اند که ارتباط چندانی با شطرنج ندارد.

### چاتورانگا
چاتورانگا نه تنها نیایِ شطرنجِ کنونی که نیایِ بازی‌های شطرنج‌گونهٔ شرقِ دور (همچون شیانگ‌چی و جانگ‌چی) نیز هست. این بازی در دوره شاهانِ گوپتا توسعه یافت و آن‌چنان‌که معلوم است قواعد و مهره‌هایی مشابهِ شطرنجِ عربی داشته است. نام چتورانگه – که از مهابهاراتا گرفته شده است –به معنی چهار دست است؛ این نام به چهار دسته در آرایش نظامی اشاره دارد: پیاده‌نظام، سواره‌نظام، فیل‌های جنگی و ارابه‌ها. در چتورانگه هر یک از این ارکان نظامی توسطِ یکی از مهره‌های چهارگانه – پیاده، اسب، فیل و رخ- نمود می‌یابد به‌علاوه پادشاه و وزیر که در قلبِ لشکر نقشِ هدایت و فرماندهی را برعهده دارند. صفحه چتورانگه صفحه‌ای بود هشت در هشت – با خانه‌هایی یک رنگ- که به نام آشتاپادا خوانده شده و مقدّس شمرده می‌شد.

## شطرنج درایران

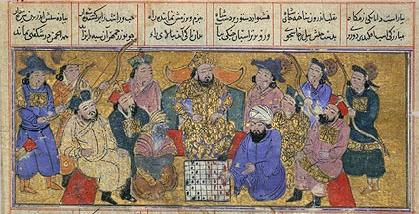
نسخه خطی شاهنامه: فرستاده پادشاه هند، شطرنج را به دربار انوشیروان دادگر می‌آورد.

### کارنامه اردشیر بابکان
یکی از کهن‌ترین نوشته‌های ایران – و شاید جهان - که به روشنی از شطرنج یاد می‌کند، کتاب کارنامه اردشیر بابکان (کارنامک ارتخشیر پاپکان) است. در این نوشته آمده است: «اردشیر به فر خدای در چوگان، سواری، چترنگ و شکار برتری یافت.»
این سند یکی از قدیمی‌ترین اسنادِ مکتوبی‌ است که به بازی شطرنج اشاره دارد و عده‌ای همین سند را دلیل بر ابداعِ شطرنج توسط ایرانیان دانسته‌اند.

### گزارش شطرنج
روایاتی که ورود شطرنج را به ایران با عهدِ ساسانی هم‌زمان می‌دانند اغلب از ماتیکان چترنگ یا چترنگ‌نامک (گزارش شطرنج) گرفته‌شده است و مشابهِ آن را فردوسی در شاهنامه به نظم درآورده. این داستان – که به چندین شیوه نقل می‌شود- چنین است:
در زمان پادشاهی خسرو انوشیروان، شاهی از شاهانِ هند که دیورسام خوانده می‌شد فرستاده‌ای را به دربارِ ایران روانه داشت. فرستاده پس از به جای آوردنِ آدابِ دربار، گنج‌ها و خواسته‌های گرانبهایی را به شاهِ ایران پیشکش کرد و تخته‌ای از شطرنج با مهره‌هایی از عاج و زمرد نیز فراز آورد. آنگاه به پادشاهِ ایران چنین گفت: که ای شاهِ شاهان! من از سویِ شهریارِ هند بدین کار گمارده شُدَم تا شما را بگویم آنچه را که از شهریارم شنیده‌ام. شهریارِ ما گفت که هیچ برتری نیست مگر به دانش و خِرَد و اینک که شما خود را از ما برتر می‌دانید، پس بایسته است که دانشِ شما نیز از دانشِ ما افزون باشد. اینک ما این شطرنج را به سویِ شما فرستادیم تا شما روش و شیوه آن را – چنان‌که هست- بازیابید؛ اگر از این کار فرومانید، آنگاه باید ساو و باج بر ما بفرستید و اگر توانستید، آنگاه ما باجگزارِ شما خواهیم بود. در پایانِ این داستان، بزرگمهر، وزیرِ انوشیروان، راه و شیوه این بازی را درمی‌یابد و بدین‌سان ایرانیان بر هندیان غالب می‌آیند.
ابوریحان بیرونی در تحقیق ماللهند روایت دیگری را دربارهٔ ورود شطرنج به ایران می‌پذیرد و آن این که در روزگار خسرو انوشیروان، برزویه پزشک به هند رفته و مورد پذیرش پادشاه آن دیار قرار می‌گیرد؛ آنگاه بازی شطرنج را همراه با کتاب پنچه تنتره یا کلیله و دمنه به عنوان سوغات به ایران می‌آورد. این روایت نیز از روایات مورد پذیرش دربارهٔ ورود شطرنج به ایران است. آنچه مسلم است شطرنج در ایران پیش از اسلام و به خصوص در ایران ساسانی در بین مردم و به خصوص میان شاهزادگان و اشراف پرطرفدار بوده است.
با این‌حال بسیاری از زرتشتیان شطرنج را در ایران کهن‌تر دانسته، باور دارند که سپیتمان زرتشت خود این بازی را پدیدآورده و به گشتاسب هدیه کرده است؛ اما سندی تاریخی بر این نمی‌توان ارائه نمود.

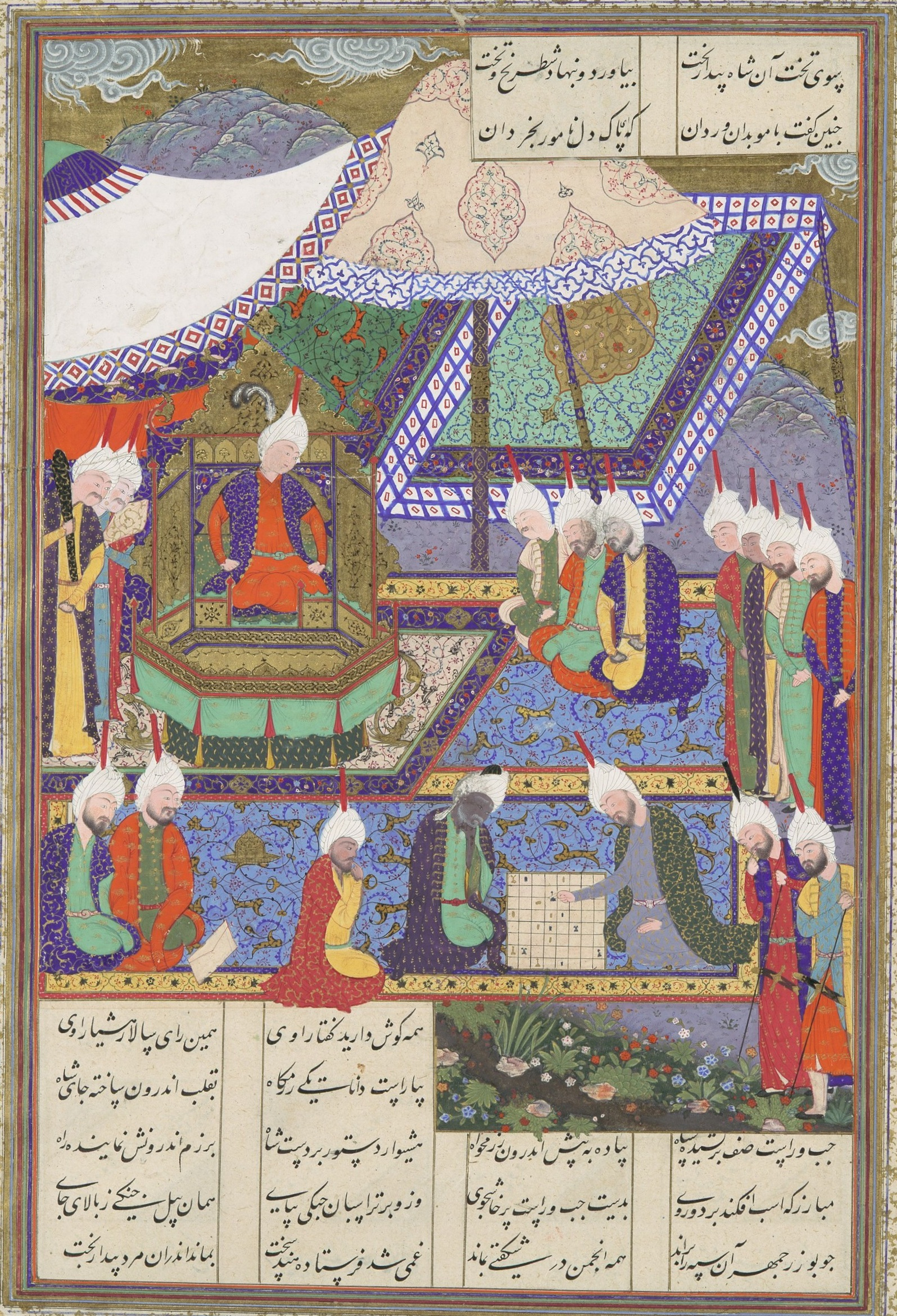
برگی از شاهنامه تهماسپی که بزرگمهرِ وزیر را در شطرنج‌بازی با فرستاده هندوستان نشان می‌دهد.

## جهان اسلام

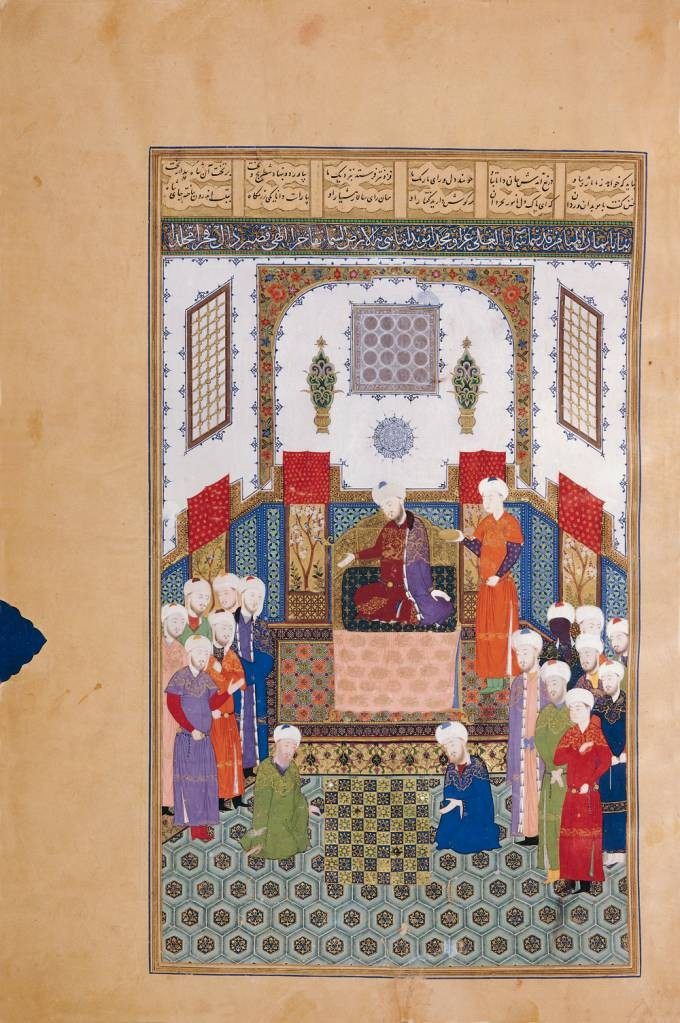
بازی شطرنج در اثر مینیاتور ایران در شاهنامه بایسنقری

در سال‌های ۶۳۸–۶۵۱ میلادی، سپاهیان عرب مسلمان در جنگ با ایران کامکار شدند؛ بسیاری از پارسیان اسلام آوردند، و کمابیش، برخی از ویژگی‌های فرهنگی ایرانیان نیز در میان تازیان و مسلمانان رسوخ یافت. از آن میان، اعراب شطرنج را - که ایرانیان چترنگ می‌نامیدند- از ایرانیان آموختند و از آن جا که دو حرف «چ» و «گ» در زبان عرب وجود نداشت، این نام از چترنگ به شطرنج تغییر یافت. در زمان خلافت عباسی، این بازی محبوبیت فراوانی یافت و به بازی موردعلاقه خلفا و اشراف تبدیل گشت.

### کتاب‌های شطرنج
بسیاری از مورخان مسلمان از جمله یعقوبی، طبری، مسعودی و ثعالبی دربارهٔ شطرنج نوشته‌اند. در این میان همچنین، شطرنج از یک بازی ساده به یک علم مکتوب و مدون تبدیل شد و آن با نوشته شدن کتاب‌های بسیار دربارهٔ شطرنج بود، از جمله: کتاب الشطرنج نوشته العدلی و ابوبکر صولی، کتاب منصوبات الشطرنج (کتاب موقعیت‌ها و مسئله‌های شطرنج) نوشته اللجلاج.
علم الشطرنج در زمان عباسیان به بخش تقسیم می‌شد:
- مبادی (اصول و مقدمات)
- تبیات (حرکت‌های آغازین، آرایش سپاه): این حرکات معمولاً صرفاً حفظ می‌شدند و بدین توجه به حرکت مخاطب انجام می‌گرفتند.
- منصوبات (پرسش‌ها، موقعیت‌ها و مسئله‌های شطرنج). یکی از معروف‌ترین منصوبات در جهان اسلام، منصوبه دلارام بود. معروف است که در این منصوبه، یکی از اشرافِ ایرانی در بازیِ شطرنج روی همسرش به نام دلارام شرط‌بندی کرده بود و به موقعیت نزدیک به باخت رسید؛ دلارام فریاد زد: «هر دو رخت را قربانی کن، نه مرا» و او با قربانی کردن رخ‌هایش توانست شاهش را نجات داده، شاه طرف مقابل را در چهار حرکت مات کند.

### رده‌بندی بازی‌کنان شطرنج
در سده‌های میانه در جهان اسلام بازی‌کنان شطرنج به پنج دسته تقسیم می‌شدند. بالاترین دسته، دسته عالیات یا استاد شطرنج بود. مترقبات، دومین دسته بودند و تنها کسی می‌توانست مترقبه دانسته شود که دو تا چهار بازی از ده بازی را از یک استاد شطرنج می‌بُرد. برای این که کسی از یک دسته به دسته بالاتر برود، می‌بایست حداقل هفت بازی از ده بازی را از شخصی که متعلق به دسته بالاتر است، ببرد. این دسته‌بندی بازی‌کنان شطرنج را ابوبکر صولی بنیاد نهاده بود.

### بازی‌کنان مشهور شطرنج

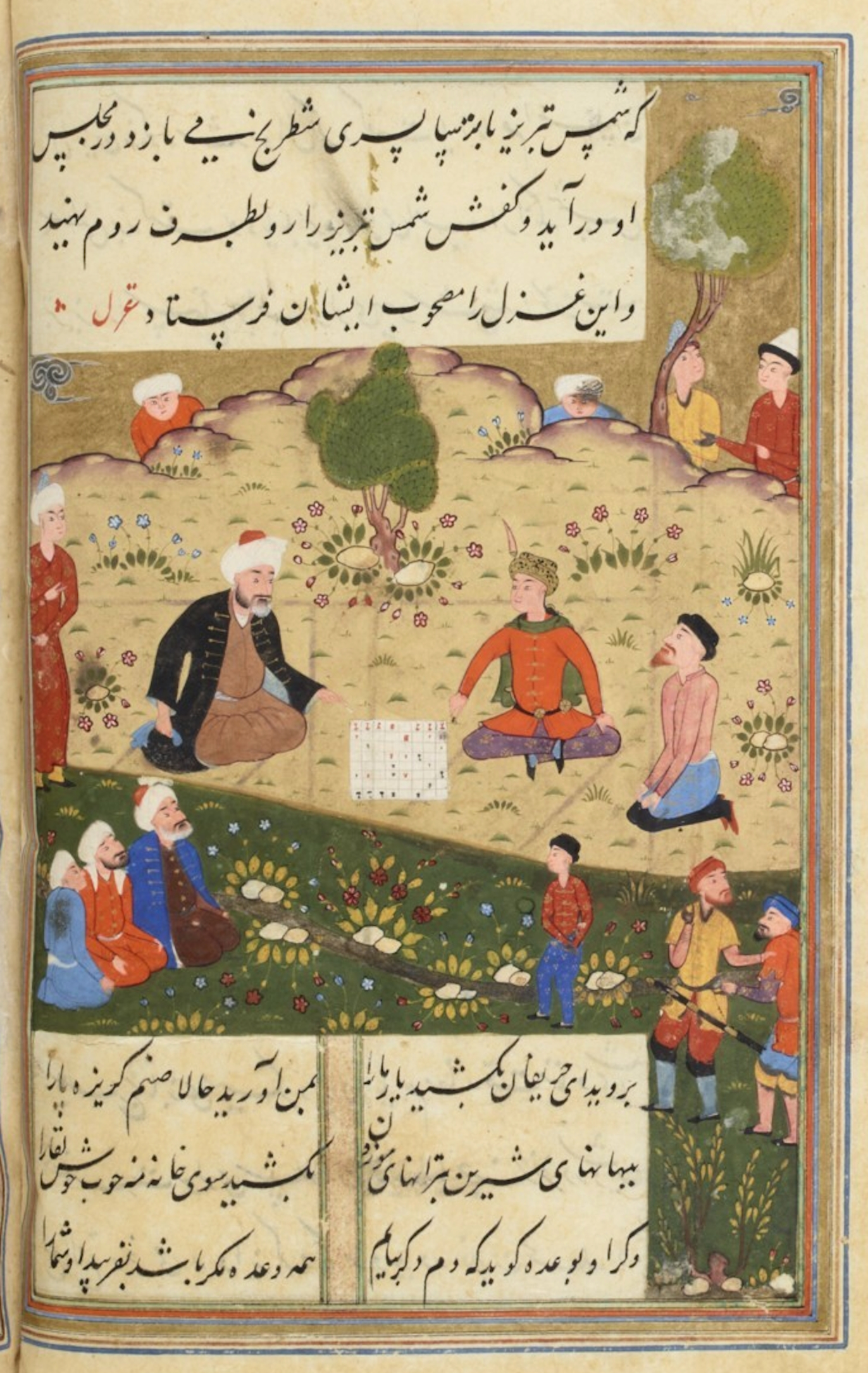
شمس تبریزی در حال بازی شطرنج با پسر ترسا، نسخه خطی از دیوان شمس

از مشهورترین شطرنج‌بازان عصر اسلامی می‌توان افراد زیر را نام برد:
- جابر کوفی و ابونعم در زمان خلیفه مأمون.
- العدلی در زمان خلیفه الواثق بالله. در آن زمان، او تنها شطرنج‌بازی بود که در زمره عالیات شمرده می‌شد.
- الرازی در حضور خلیفه متوکل از العدلی - که سالخورده شده بود- بُرد و رسماً به زمره عالیات راه یافت.
- ابوبکر صولی که در شعر و ادب نیز دست داشت. او در دوران خلیفه المکتفی بالله زبردست‌ترین شطرنج‌باز بود. او همچنین استاد اللجلاج بود.

### انواع بازی شطرنج

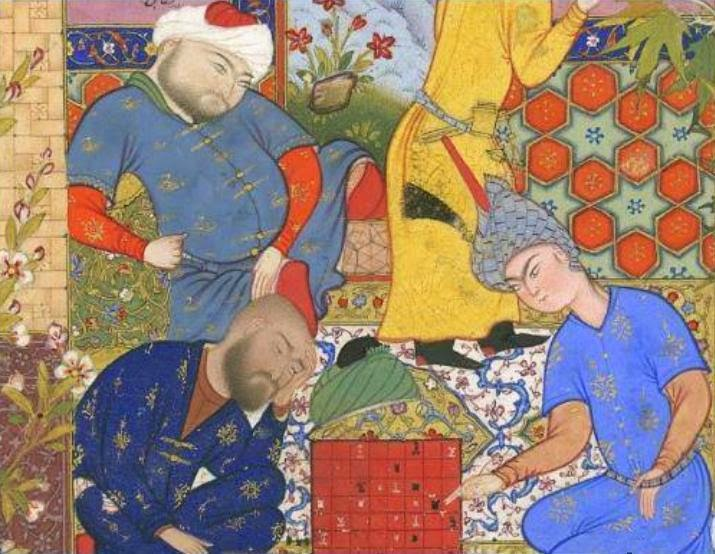
جوان ایرانی در حال بازی شطرنج با دو خواستگارش، هفت‌اورنگ جامی، نسخه شاهزاده ابراهیم میرزا، سده شانزدهم میلادی، نگارخانه هنر فریر، واشنگتن دی سی.

آن‌چنان‌که در کتاب نفائس الفنون نوشته دانشمند ایرانی محمد بن محمود آملی آمده است، شش نوع شطرنج در ایران سده‌های میانه رواج داشته است. محمود آملی در این کتاب این شش نوع شطرنج را به تفصیل شرح می‌دهد. این شش نوع عبارتند از:
- شطرنج قدیم (یا شطرنج هندی) که همان شطرنج امروزین است؛ با این تفاوت که در ایران سده‌های میانه فیل تنها دوخانه مورب و با جهش از روی مهره‌ها می‌توانسته حرکت کند و وزیر نیز تنها یک خانه مورب حق حرکت داشته است.
- شطرنج طویل (که شطرنج مستطیلی و شطرنج ممدود نیز نامیده می‌شده است). این شطرنج در صفحه‌ای ۴×۱۶ و با تاس بازی می‌شده است و قوانین خاص خود را داشته است.
- شطرنج جوارحیه که در صفحه‌ای ۷×۶ بازی می‌شده و هر بخش به نام یکی از اعضای بدن انسان بوده است.
- شطرنج تامه که در صفحه‌ای ۱۰×۱۰ بازی می‌شده؛ آملی و مسعودی قوانین این شطرنج را به وضوح شرح داده‌اند.
- شطرنج رومی که صفحه‌ای مدور داشته و ۱۶ مهره در دور یک مرکز واحد چیده می‌شدند. قواعد مربوط به این شطرنج را ابن عربشاه نیز نقل کرده است.
- شطرنج حصون در صفحه‌ای ۱۰×۱۰ با چهارخانه اضافی در حواشی بازی می‌شده است و در هر طرف صفحه ۲۰ مهره قرار داشته است.
- شطرنج کبیر یا شطرنج تیموری: این شطرنج ۱۱۲ خانه داشته (در صفحه‌ای ۱۰×۱۱) و در آن مهره‌های متعددی از قبیل شاه، وزیر، زرافه، شیر، شتر، نگهبان، دبابه، ارابه جنگی حضور داشته‌اند که در سه سطر در دو سوی صفحه چیده می‌شدند. در این شطرنج، پیاده جلوی مهره با پیاده دیگر متفاوت بوده است که هر پیاده می‌توانسته ارتقاء یابد (مثلاً پیاده شتر تبدیل به شتر شود)؛ پیاده شاه در صورت ارتقاء تبدیل به شاهزاده می‌شده است (در این صورت اگر شاه کیش و مات می‌شد، شاهزاده به جای او به سلطنت می‌رسید). در این شطرنج همچنین قواعدی برای تبادل اسرای جنگی وجود داشته است. ابن‌عربشاه قواعد مربوط به این شطرنج را به وضوح ذکر کرده است. برخی ابداع این شطرنج را به تیمورلنگ نسبت می‌دهند.

## اروپا

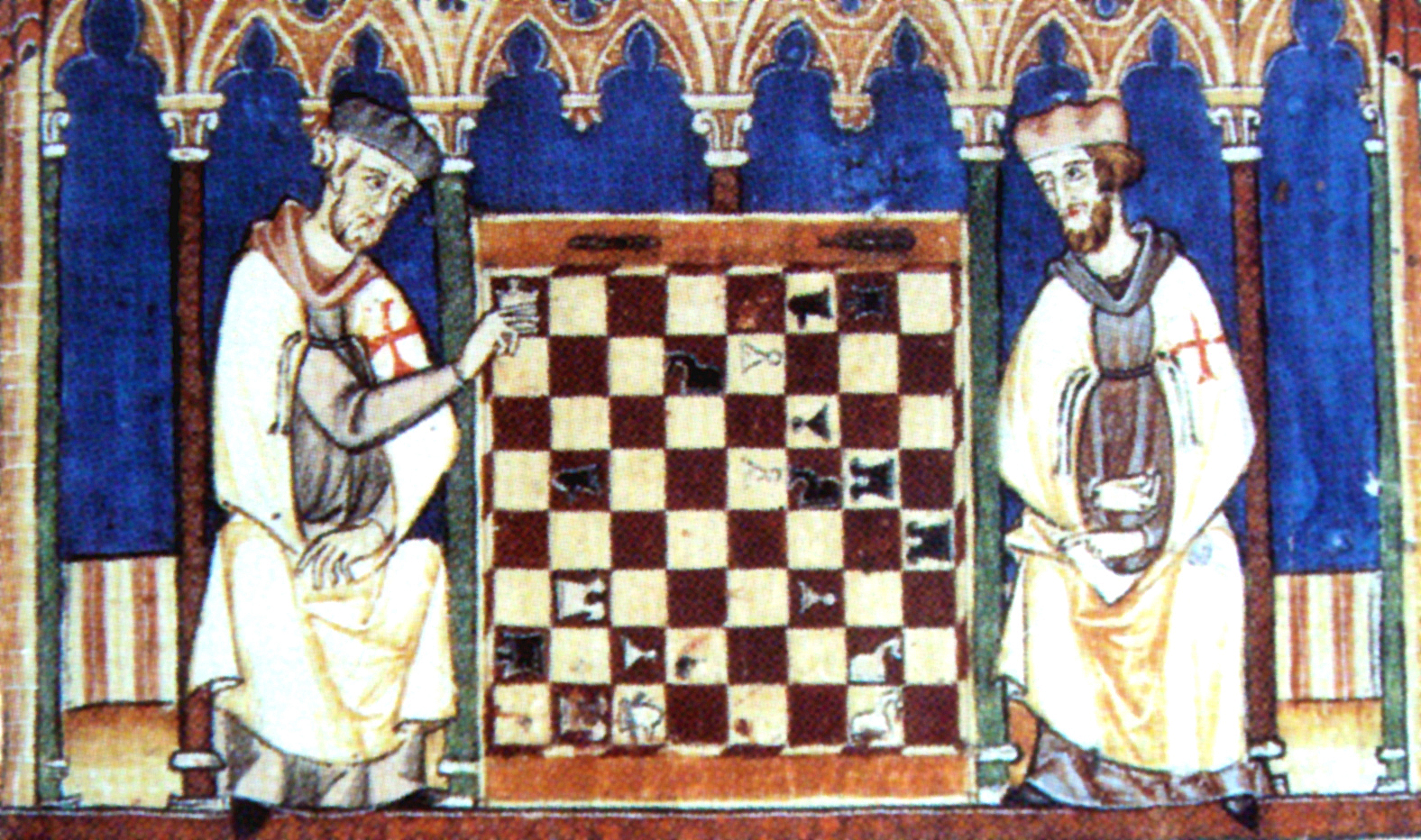
شوالیه‌های معبد در حال بازی شطرنج، ۱۲۸۳

شطرنج از طریق هجوم مسلمانان به اندلس و بیزانس (روم شرقی) به اروپا راه یافت. شطرنج در اروپا نیز مدت‌ها محدود به طبقه اشراف و شاهزادگان بود؛ و تا پیش از عصر جدید، مردم عادی بدان دسترسی نداشتند. از جمله تغییراتی که اروپاییان به شطرنج وارد کردند، تغییرات زیر بود:
- پیاده‌ها اجازه یافتند در حرکت اول یک‌خانه را درجا بزنند.
- شاه اجازه یافت تنها یک بار در طول بازی دوخانه را یکجا حرکت کند. (این قانون بعدها جایش را به قلعه کردن داد)
- فرزین یا وزیر (که اروپایی‌ها ملکه خواندند) اجازه حرکت بیشتری یافت.